# Colibrí calçat frontblau
El colibrí calçat frontblau (Eriocnemis glaucopoides) és una espècie d'ocell de la família dels troquílids (Trochilidae) que habita des de Bolívia central fins al nord-oest de l'Argentina.